# بيفرلي سيلز
بيفرلي سيلز (بالعبرية: בוורלי סילס‏) (Beverly Sills) (ولدت في 25 من مايو 1929م،توفيت في 2 من يوليو 2007م) –  هي مغنية أوبرالية سوبرانو أمريكية، كان أوج شهرتها في مهنتها في الفترة بين الخمسينيات والسبعينيات من القرن الماضي. وكانت في بداياتها المنافِسة الحقيقية الوحيدة لجوان ساذرلاند (Joan Sutherland) وهي رائدة في تصميم البل كانتو.
وعلى الرغم من أنها قامت بغناء مؤلفات بدايةً من هاندل (Handel) وموتسارت (Mozart) حتى بوتشيني (Puccini)، وماسينيت (Massenet) وفيردي (Verdi)، كانت معروفة بأدائها في أدوار غناء السوبرانو الأوبرالي في الأوبرا الحية والتسجيلات. كانت سيلز مرتبطة بشكل كبير بحفلات أوبرا دونيزيتي (Donizetti)، حيث قامت بأداء وتسجيل عدة أدوار. وتشمل أدوارها اللحنية الدور الذي استمد عمل دونيزيتي اسمه منه، لوسيا دي لاميرمور (Lucia di Lammermoor)، والدور الذي استمد عمل ماسينيت اسمه منه، مانون (Manon)، ودور ماري (Marie) في عمل دونيزيتي، ابنة الفوج (La fille du régiment)، والثلاث بطلات في عمل أوفنباخ (Offenbach)، حكايات هوفمان (Les contes d'Hoffmann)، وروسينا (Rosina) في عمل روسيني (Rossini)، حلاق إشبيلية (The Barber of Seville)، وفيوليتا (Violetta) في عمل فيردي (Verdi)، لا ترافياتا (La traviata)، وأبرزها دور إليزابيتا (Elisabetta) في روبرتو ديفيرو (Roberto Devereux).
وبعد اعتزالها الغناء عام 1980م، أصبحت المدير العام لأوبرا مدينة نيويورك. وفي عام 1994م، أصبحت رئيسة مركز لينكولن، ثم عام 2002م رئيسة أوبرا ميتروبوليتان، واستقالت عام2005م. وظفت سيلز شهرتها لتعزيز أعمالها الخيرية من أجل الوقاية والعلاج من العيوب الخلقية.

## التكريمات والجوائز
تلقت سيلز العديد من التكريمات والجوائز من السبعينيات وطوال سنواتها الأخيرة. والتالي قائمة لجوائزها الرئيسة مقسمة حسب الفئة:
- تسميات جوائز الغرامي :
  - 1969 - مشاهد وألحان من الأوبرا الفرنسية.
  - 1970 - ألحان موتسارت (Mozart) وستراوس (Strauss).
  - 1976 - موسيقى فيكتور هربرت (Victor Herbert) (الفائزة).
- تسميات جائزة إيمي :
  - 1975 - لمحة في الموسيقى: بيفرلي سيلز، مهرجان 75 (الفائزة).
  - 1977 - سيلز وبورنيت (Burnett) في أوبرا ميتروبوليتان (Met).
  - 1978 - أنماط الحياة مع بيفرلي سيلز (الفائزة).
  - 1980 - بيفرلي سيلز في حفلة موسيقية.
  - 1981 - الأداء العظيم: بيفرلي! أداءها الأخير.
- الدكتوراه الفخرية في الموسيقى:
  - 1972 - جامعة تمبل.
  - 1973 - جامعة نيويورك ومعهد نيو إنجلاند للموسيقى.
  - 1974 - جامعة هارفارد.
  - 1975 - معهد كاليفورنيا للفنون.
- الجوائز الأخرى المرتبطة بالموسيقى:
  - 1970 - أمريكا الموسيقية - موسيقار العام.
  - 1971 - تم تقليدها كراعية قومية لدلتا اوميكرون، وهي جمعية موسيقية مهنية دولية في الأول من مايو.[6]
  - 1972 - جائزة إديسون - تسجيلات مانون.
  - 1973 - ميدالية هاندل من مدينة نيويورك للإنجازات الفنية.
  - 1979 - الجائزة الثقافية الأمريكية لصناعة التسجيلات.
  - 1980 - عصا المارشال الذهبية، الاتحاد الأمريكي للأوركسيترا السيمفونية.
  - 1985 - تكريمات مركز كينيدي.
  - 1990 - الميدالية القومية للفنون من المؤسسة القومية للفنون.
  - 1996 - جائزة هاينز السنوية الثانية في الفنون والعلوم الإنسانية.[7]
  - 2005 - جائزة بيفرلي سيلز الفنية التي أقامتها أوبرا ميتروبوليتان (جائزة سنوية خمسون ألف دولار أمريكي).
  - 2007 - تم إدخاها كعضو في ردهة مشاهير لونغ آيلند الموسيقية.
- الجوائز الخيرية والإنسانية:
  - 1979 - جائزة بيرل إس باك (Pearl S. Buck) للمرأة.
  - 1980 - وسام الحرية الرئاسي.
  - 1981 - وسام كلية بارنارد للتميز.
  - 1984 - جائزة ميدالية تشارليز إس هيوز (Charles S. Hughes) الذهبية - المؤتمر الوطني للمسيحيين واليهود.
  - 1985 - الميدالية الذهبية من المعهد القومي للعلوم الاجتماعية.

## وصلات خارجية
- Beverly Sills Online: tribute site with discography, bibliography, photo gallery, sound and video clips, timeline, press articles and other resources.
- Beverly Sills:Special mother to the special children: summarizes Sills' charitable work for disabled children.
- بيفرلي سيلز على موقع IMDb (الإنجليزية)
- بيفرلي سيلز على موقع الموسوعة البريطانية (الإنجليزية)
- بيفرلي سيلز على موقع مونزينجر (الألمانية)
- بيفرلي سيلز على موقع ميوزك برينز (الإنجليزية)
- بيفرلي سيلز على موقع أول موفي (الإنجليزية)
- بيفرلي سيلز على موقع إن إن دي بي (الإنجليزية)
- بيفرلي سيلز على موقع أول ميوزيك (الإنجليزية)
- بيفرلي سيلز على موقع ديسكوغز (الإنجليزية)
- بيفرلي سيلز على موقع قاعدة بيانات الفيلم (الإنجليزية)

: Filmography
- Beverly Sills: National Women's Hall of Fame profile نسخة محفوظة 21 ديسمبر 2002 على موقع واي باك مشين.
- Beverly Sills at BrainyQuote: quotations
- Beverly Sills: Made in America (PBS Great Performances)
- Beverly Sills at OperaMom.com
- NY Times five-page obituary, dated July 3, 2007
- Sills at age 8, singing "Arditi: Il bacio" على يوتيوب
- The Essential Beverly Sills